# Maria Theresa van Thielen
Maria Theresia van Thielen (7 mars 1640 – 11 février 1706) est un peintre baroque flamande.

## Biographie

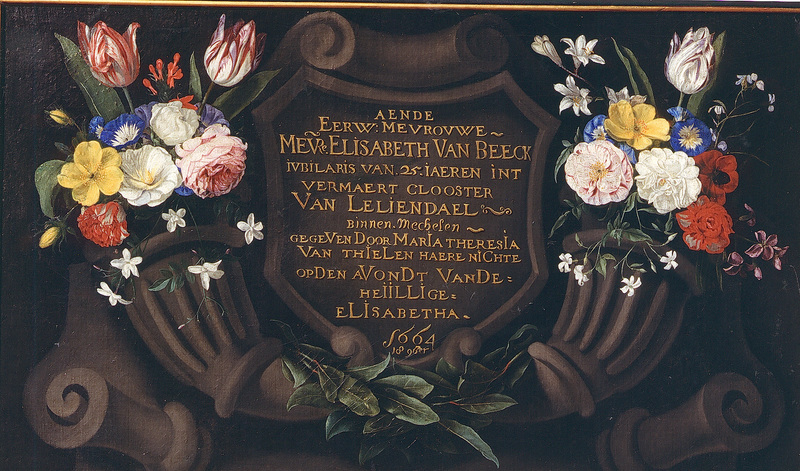
Plaque commémorative du monastère Van Leliendael (1654).

Maria van Thielen est née dans une famille artistique patricienne. Selon Cornelis de Bie dans sa Het Gulden Cabinet, ses deux sœurs ont été peintres ; Houbraken dit qu'elle a dû rivaliser avec ses sœurs Anna Maria et Françoise Katharina et cela a été très bénéfique. Il se pourrait que la sœur Anna ait été sa tante Anna, bien qu'elle ait épousé le peintre Theodore Rombouts. Les trois femmes ont appris de leur père, Jan Philip van Thielen, la peinture des fleurs. Les œuvres de Maria sont exécutées dans le même style que son père. Il est probable qu'une grande partie de son travail fut attribuée à son père.
Elle a signé ses œuvres de M. T. Van THIELEN.F. On connaît d'elle deux tableaux floraux dans le style de son père pour l'hôtel de ville de Malines, dont l'un est signé et daté de 1664.